# Gustav Nonnenmacher
Gustav Nonnenmacher (* 21. April 1914 in Stuttgart; † 2. November 2012 in Worms) war ein deutscher Bildhauer. Das Werk des Künstlers, der seit 1951 in Worms lebte, umfasst hauptsächlich Bronzeskulpturen im sakralen Raum, Brunnenskulpturen im öffentlichen Raum sowie Plastiken aus unterschiedlichen Materialien, mit denen er seit den 1970er Jahren gesellschaftspolitisch Stellung bezog.

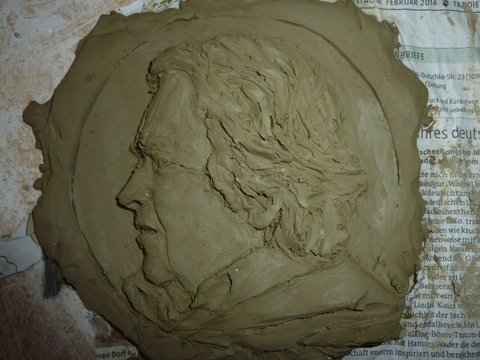
Tonmodell Porträt Gustav Nonnenmacher

## Leben und Werk
Gustav Nonnenmacher wurde 1914 in Stuttgart als zweites uneheliches Kind einer Weißbüglerin geboren und bald danach von seiner Mutter der Fürsorge überlassen. Er lebte zunächst bei verschiedenen Kosteltern, dann im Waisenhaus. Da das für ihn geplante Stipendium, das ihm den Besuch des Gymnasiums und anschließendes Studium ermöglicht hätte, durch die Inflation verlorengegangen war, wurde ihm 1929 eine Lehre bei einem Holzbildhauer in Holzgerlingen vermittelt. Während dieser Zeit kam er in Kontakt zu einer Gruppe junger Leute, die mit dem Bau von Segelflugzeugen experimentierten. Aber schon im Oktober 1936 wurde er zum Wehrdienst bei der Luftwaffe eingezogen und bis zum Kriegsbeginn nicht mehr entlassen. Nonnenmacher war an allen Kriegsschauplätzen außer in Russland eingesetzt und flog vorwiegend mit der Ju52 hunderte von Einsätzen mit über 4.000 Flugstunden vor allem im Mittelmeerraum. Er überlebte mehrere Bruchlandungen und Notwasserungen und wurde danach als „nicht mehr frontflugverwendungsfähig“ bezeichnet und als Blindfluglehrer in die österreichischen Alpen versetzt.
Nach dem Krieg wollte er nie mehr fliegen. Er gründete eine Familie und arbeitete trotz vieler Angebote von Post, Lufthansa und Bundeswehr als Bildhauer und freischaffender Künstler in Worms am Rhein. In den Nachkriegsjahren schuf er vor allem Werke im sakralen Raum, die sich durch eine besondere Formensprache und künstlerisch neue Sichtweise auszeichneten. Besondere Aufmerksamkeit erlangten seine Antikriegs-Mahnmale sowie viele seiner Werke im öffentlichen Raum, die durch seine pazifistische Haltung und politische und gesellschaftskritische Aussagen bestimmt sind. Mit öffentlichen Aktionen erregte er Aufsehen.

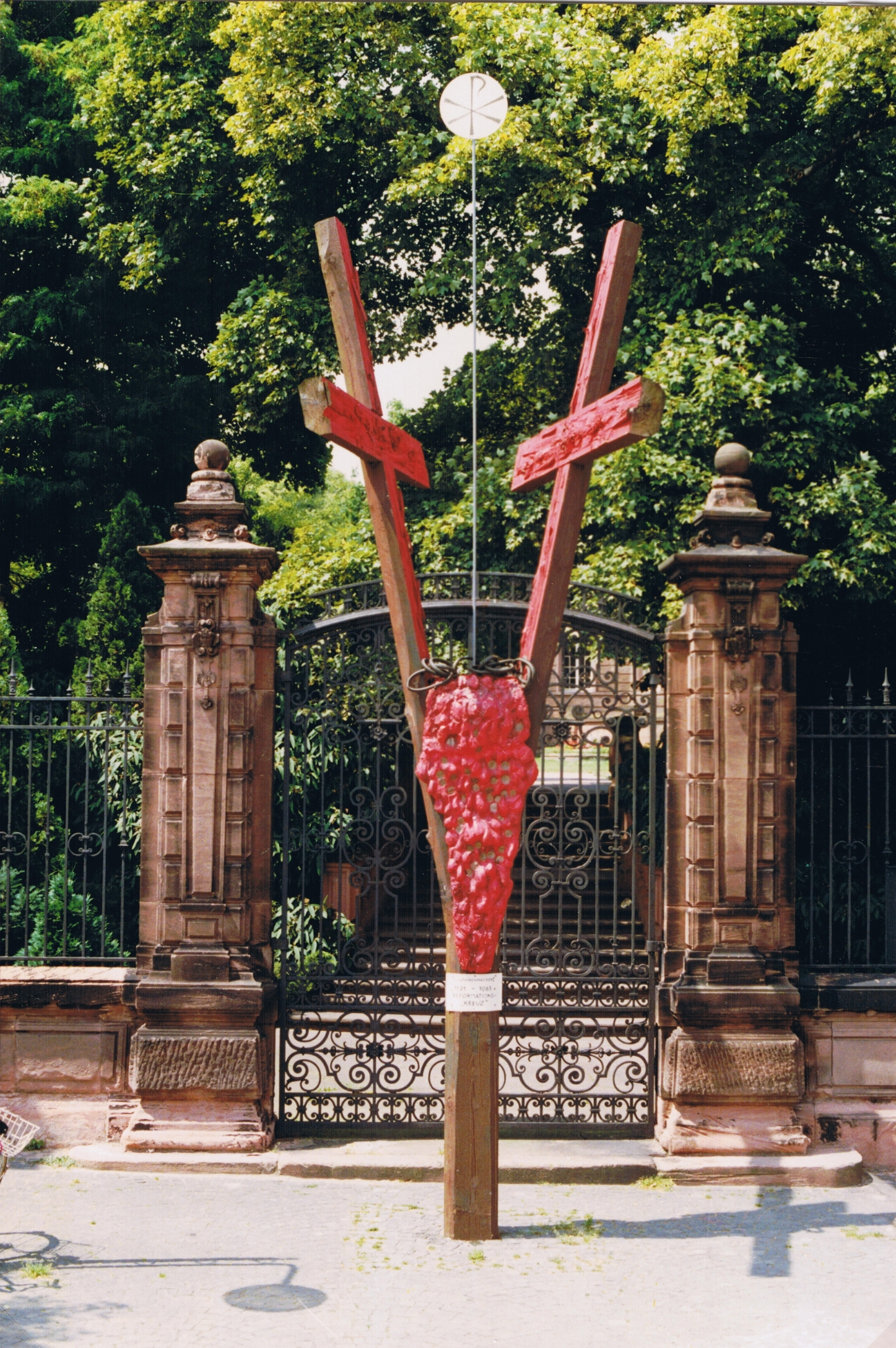
Gespaltenes Kreuz

So zum Beispiel, als er im Lutherjahr 1983, am historischen Ort des berühmten Lutherwortes „Hier stehe ich; Ich kann nicht anders, Gott helfe mir“ ein neun Meter hohes blutgetränktes „Gespaltenes Kreuz“ aufstellte. Die Reaktionen schwankten zwischen Ablehnung und der Forderung nach dauerhaftem Verbleib.
Bei einem Interview sagte er dazu einmal: „Auch wenn es einigen nicht passt, so bin ich doch der Meinung, dass es die Aufgabe eines Künstlers ist, die gesellschaftlichen Verhältnisse in seinen Bildwerken zu kommentieren. Ich glaube, manchmal ist es mir geglückt.“

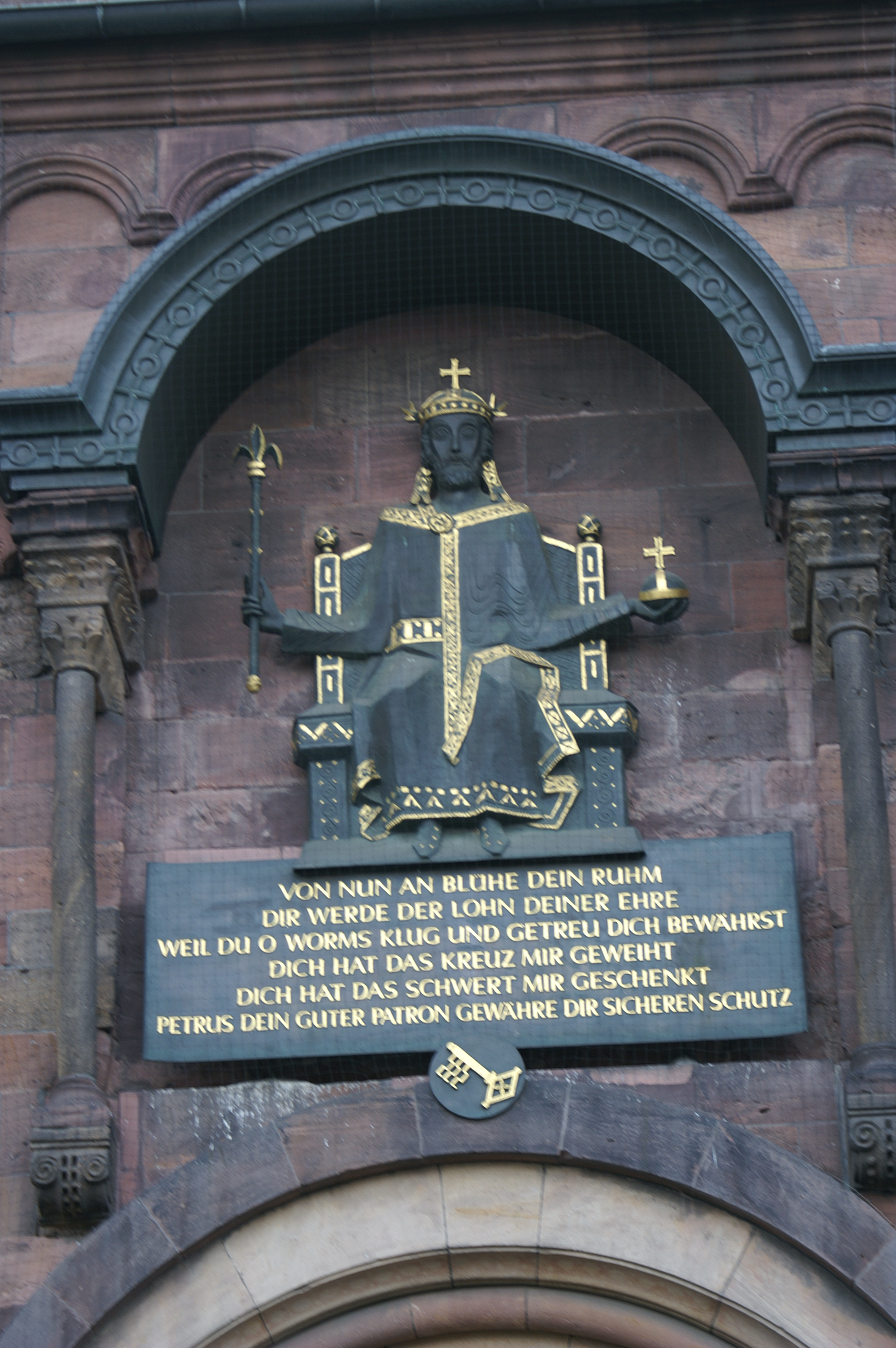
Kaiserportal am Dom

Schon früh erkannte Gustav Nonnenmacher, dass seine an Geschichte und Kultur reiche Heimatstadt für die künstlerisch seiner Auffassung nach notwendigen Akzente nicht die notwendigen Mittel aufbringen konnte oder wollte. So gelang es ihm immer wieder, entweder Sponsoren für die künstlerische Gestaltung öffentlicher Plätze zu gewinnen oder mit Spendenaktionen für die Finanzierung zu sorgen. Dies begann schon 1953 mit dem „Lutherbaum“, gelang aber auch mit Hilfe einer Bausteinaktion am Nordportal des Wormser Domes. Dort war einst das von Friedrich I. Barbarossa 1184 der Stadt verliehene Freiheitsprivileg angebracht. Bei der Zerstörung der Stadt Worms im Zusammenhang mit dem Pfälzischen Erbfolgekrieg wurde auch diese Inschrift 1689 durch die Truppen Ludwigs XIV. zerstört. Die Lücke blieb fast 300 Jahre bestehen. Gustav Nonnenmacher war es ein Anliegen, sie zu schließen. So initiierte er eine Bausteinaktion zur Finanzierung und schuf 1981 an gleicher Stelle unter Einbeziehung der noch vorhandenen Säulen das Kaiserbildnis mit dem Widmungstext der ursprünglichen Urkunde.
Sein letztes großes Werk war 2003 der Nibelungenliedbrunnen in Worms, den er mit Unterstützung eines Stifters als Geschenk an die Bürger seiner Stadt empfand. Gustav Nonnenmacher starb am 2. November 2012 in Worms. Auf seinem Grab steht ein von ihm selbst geschaffenes Kunstwerk („Knoten“). Er war verheiratet und hinterlässt eine Tochter, einen Sohn und einen Enkel.

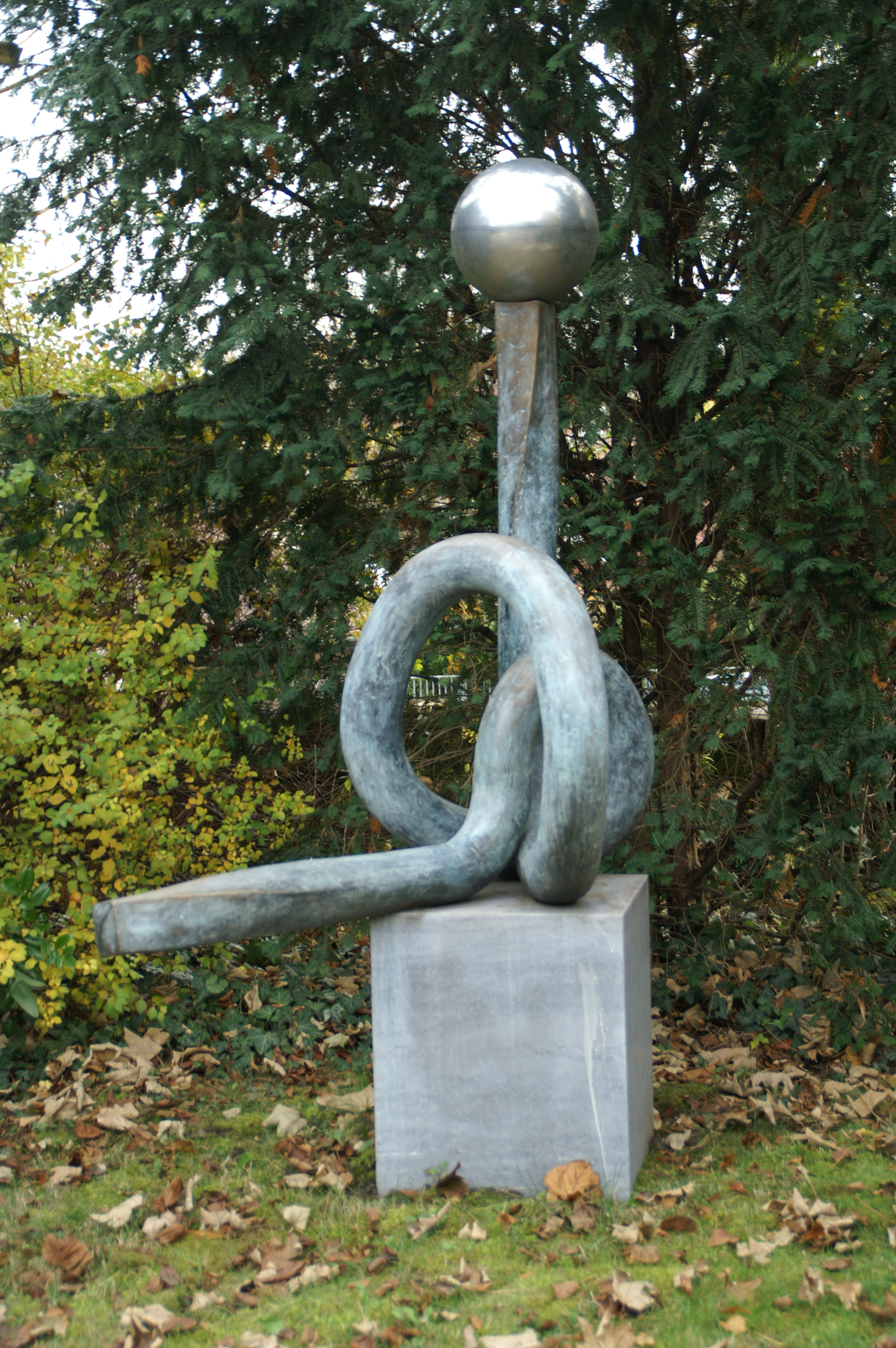
„Knoten“

## Werke (Auswahl)
„Zusammenbruch – Aufbruch“ (1947/48, Linde, 120 cm hoch)
Diese Skulptur ist das erste größere Werk von Gustav Nonnenmacher nach dem Zweiten Weltkrieg. Es ist eine Auftragsarbeit, die – noch vor der Währungsreform – mit Naturalien, vorwiegend Kartoffeln, bezahlt wurde. Eine Kirchengemeinde bei Bad Kreuznach hatte das Werk als Mahnmal bestellt. Die Pose, in der jener zusammenbrechende oder sich mühsam aufrichtende nackte Mensch verharrt, drückt sowohl die widersprüchliche psychische Verfassung des Künstlers selbst als auch diejenige der Menschen jener Zeit aus. Verzweiflung, Bitterkeit, Anklage, Schuld aber trotz allem auch Hoffnung spricht aus der Skulptur. Neben der den Betrachter auch heute noch beeindruckenden Aussage überzeugt die Arbeit durch die perfekte Beherrschung des Materials und ihre hohe bildhauerische Kunst. Das Werk steht in der Kirche der evangelischen Gemeinde von Stein-Bockenheim bei Bad Kreuznach.
„Lutherbaumrelief“ (1954, Rüsterholz, aus dem Holz des legendären Lutherbaumes, 290 × 165 cm)
Schon früh arbeitete Nonnenmacher mit der heute unverzichtbaren Methode des Fundraising. So wurden durch seine Initiative und nach seinen Entwürfen aus dem Holz des abgestorbenen legendären Lutherbaumes tausende von Lutherrosen und Lutherporträts geschnitzt, die in der gesamten evangelischen Welt über den Lutherischen Weltbund verkauft wurden und durch die unter anderem der Wiederaufbau der Magnuskirche finanziert wurde.
Schließlich schuf Nonnenmacher auch noch aus diesem Holz ein großes Relief, das über dem immer noch mehr als drei Meter hohen Stumpf des Baumes angebracht wurde. Im Mittelpunkt steht Luther vor dem Wormser Reichstag 1521, neben ihm Kaiser Karl V. und mächtige Gegner Luthers, aber auch Freunde und Befürworter. Am Rand der Tafel erinnert Nonnenmacher an eine der Legenden um die Entstehung des Baumes, in der sich zwei Frauen über die Wahrheit der lutherischen Lehre streiten. Über diesen Szenen erhebt sich im Relief der alte Lutherbaum, der über 40 Meter hoch gewesen sein soll und in seinen Blättern die Lutherrose, Luthers Siegel und das Zeichen des Weltluthertums.
„Wandkreuz“ (1958, Bronze und Holz, lebensgroß)
Die ersten wichtigen Aufträge, die Nonnenmacher erhielt, betrafen die künstlerische Gestaltung in Kirchen: Altarkreuze, Kanzelreliefs, Kapitelle, Glockenreliefs, Taufsteine, Bleiverglasungen, Retabel, Kirchenportale und Kruzifixe. Gustav Nonnenmacher hat häufig die Christusfiguren nicht in der üblichen Leidenspose dargestellt, mit hängendem Kopf, blutüberströmt, als Abbild einer schrecklichen Hinrichtung. Eines seiner frühen Werke in der Christuskirche in Worms-Pfiffligheim zeigt einen aufrecht blickenden freien Korpus ohne Verletzungen, der nicht am Kreuz fixiert ist, sondern sich darüber erhoben hat. Er fordert nicht Mitleid und Trauer heraus, sondern weckt Hoffnung und Zuversicht, weist auf die Auferstehung hin.
„Apokalyptische Reiter“ (1960, Bronze und Aluminium, ca. 300 cm hoch)
In der Nachkriegszeit erhielt Gustav Nonnenmacher von Kirchengemeinden und Kommunen mehrfach den Auftrag, Mahnmale zu schaffen, um der Opfer des Krieges und des Faschismus zu gedenken. Dabei war es ihm, der selbst den Horror des Krieges erlebt hatte, ein Anliegen, die deutsche Tradition des Heldengedenkens durch Mahnmale für den Frieden zu überwinden. In verschiedener Form- und Materialsprache (Relief und Plastik, Muschelkalk und Bronze) hat er mehrfach auf die Symbolik der apokalyptischen Reiter (Hunger, Pest, Krieg und Tod) zurückgegriffen.
Die Kriegsopferanlage in Maikammer/Pfalz ist insofern einzigartig, als sie eine vollplastische Ausführung der apokalyptischen Reiter darstellt. Ihr ist der Franz Marc zugeschriebene Text beigefügt: „Der Krieg ist verderblich. Länder werden verwüstet. Menschen gemordet. Säuglinge zertreten. Tugenden verleugnet.“
„Finish“ (1966, Bronze, ca. 200 cm hoch)
Auf die elementaren Bewegungsabläufe reduziert stellt diese Figurengruppe drei Sprinter im Zieleinlauf dar. Der Betrachter erfährt die Ambivalenz des gemeinsamen sportlichen Wettkampfes getreu dem olympischen Motto „citius, altius, fortius“, dem aber zugleich die Norm des Gewinnen- und Siegen-Müssens eigen ist.
Die Plastik befindet sich auf dem Sportgelände der Johannes-Gutenberg-Universität in Mainz.
„Kleiner Müll“ (1973, Objektmontage in Weißbeton, 65 × 45 cm)
Gustav Nonnenmacher erstellte aus Abfallmaterialien eines Künstlerateliers eine Collage zusammen. Neben Pinseln, einem Bronzeguss-Überlauf, Glas-Smalten, ausgedrückten Tuben, nicht mehr brauchbaren Modellierschlingen und zerbrochenen Brillen fügte Nonnenmacher weiteres ihm überflüssig erscheinendes hinzu: neben einem Mercedes-Stern und kitschiger Sepulkralkunst auch sein originales „Deutsches Kreuz in Gold“, das ihm 1943 verliehen worden war.
„Kassandra“ (1974, Bronze auf Holzplatte, 170 cm hoch) 
Kassandra ist eine der zahlreichen freien Arbeiten, die Gustav Nonnenmacher ohne Verkaufsabsicht geschaffen hat. Er wollte, dass sie als künstlerischer Kommentar an wechselnden Orten oder in Ausstellungen gezeigt werden, um Reflexionen, Diskurse und Kritik anzuregen.
Obwohl von der parlamentarischen Demokratie überzeugt, fand er besonders in jenen Jahren doch, dass so manches wichtige Thema in der Gesellschaft und in den Parlamenten zerredet wird, dass allzu oft Geschwätzigkeit und eitle Selbstdarstellung dominieren. In der von „repressiver Toleranz“ (Marcuse) geprägten Gesellschaft droht der klarsichtige und analytische Blick des Kritikers in der Beliebigkeit des Pluralismus zu verschwinden, dem alles gleich gültig ist.
Diese Installation sollte abwechselnd in den Vorräumen verschiedener lokaler, föderaler oder nationaler Parlamente gezeigt werden. Von 2013 bis 2014 stand sie in der Lobby des Mainzer Landtages. Das Werk ist im Besitz der Nonnenmacher-Erben und steht zurzeit als unbefristete Leihgabe im Museum der Stadt Worms.
„Europa“ (1984, Stucco gefasst, lebensgroß)
Als Anfang der 80er Jahre eine Bevölkerungsmehrheit sich in mächtigen Demonstrationen gegen den Plan des amerikanischen Präsidenten wandte, die Sowjetunion mit in Deutschland stationierten Atomraketen („Pershing II“) totzurüsten, ging Gustav Nonnenmacher nicht auf die Straße. Er kommentierte die Situation mit künstlerischen Mitteln und schuf den Torso „Europa“: Die scheinbar schützenden Hände sind nicht Europas eigene, es sind vielmehr zupackende und besitzergreifende Männerhände; die Supermacht USA hat Europa im Griff.
Auf einer zweiten Ebene konnotiert die Symbolik aber auch die herrschenden Geschlechterverhältnisse, indem unter dem Vorwand ihrer Schutzbedürftigkeit die Herrschaft des Mannes über die Frau und insbesondere den Körper der Frau vorgeblich legitimiert wird.
Das Werk ist im Besitz der Nonnenmacher-Erben und steht zurzeit als unbefristete Leihgabe im Museum der Stadt Worms.
„Wormser Schicksalsrad“ (1986, Bronze ca. 500 cm hoch, Raddurchmesser 240 cm)
Vor dem sich endlos drehenden Schicksalsrad ziehen an dem Betrachter die in Reliefs festgehaltenen Epochen und Szenen dieser geschichtsträchtigen Stadt Worms vorbei: die Kelten- und Römerzeit, die Nibelungensage, die 1000-jährige jüdische Geschichte, die Stadt der Reichstage und der Kaiserhochzeit, die Nibelungen- und die Lutherstadt, aber auch der Faschismus, die Zerstörungen in verschiedenen Kriegen und der Schatten des nahen Atomkraftwerkes. Auf der Gegenseite des Schicksalsrades, dem Obermarkt zugewandt, werden in ebenfalls reliefartig ausgeführten Szenen die Wormser Bürger mit ihren Festen und Bräuchen im Kreislauf des Jahres gezeigt.
„Der Rufer“ (1989, Bronze auf Plinthe, 220 cm)
Er steht überlebensgroß vor der Dreifaltigkeitskirche in Mannheim-Sandhofen. Anders als andere Rufer ist er nicht nur ein Versender einer Botschaft, seine Geste zeigt vielmehr, dass er gleichzeitig innehält und hinhört, auf eine Reaktion, ein Echo hofft. Ob er an etwas erinnert, ob er mahnt, warnt oder appelliert, ob er agitiert oder predigt – er stellt ein Bild für freie, offene und reversible Kommunikation dar.
„Arche Schöpfung“ (1993, Bronze auf Steinpostamenten, 175 cm hoch)
Die Arche Schöpfung stellt ein Plädoyer aus Bronze für die gefährdete Natur, für Tiere, Pflanzen und Menschen dar. Ursprünglich wurde dieses Werk 1993 für die evangelische Kirche in Glauberg/Wetterau geschaffen, deren Gemeinde sich seinerzeit besonders für den Tierschutz engagierte. Das Thema der Plastik ist die Sprachlosigkeit der Schöpfung, die an dem Ort, an dem Gottes Wort gepredigt wird, Mitgefühl erfährt. Der an sich sprachlose Teil der Schöpfung – ausgedrückt durch die nackte, schutzlose und mundlose Frauenfigur sowie durch die symbolisierte Flora und Fauna in der Arche, die sie in ihren Armen hält, – erfährt am Ort der Verkündung des Wortes Gottes, der Kirchenkanzel, Sprache, Fürbitte und Schutz. Die dialogische Grundidee der Architektonik des Kunstwerkes baut darauf, dass der Betrachter den Zusammenhang von Kunstwerk und Kanzel selbst herstellt. 2001 nannte ein neuer Pfarrer die Figur „neoheidnisch“, ließ sie theatralisch verhüllen und verbannte sie schließlich – in Teile zerlegt – aus der Kirche in einen Kellerraum. 2007 wurde sie von einer Privatperson käuflich erworben und in den Räumen einer Tierschutzorganisation („Animals‘ Angels“) aufgestellt. Für die Ausstellung zum 100. Geburtstag von Gustav Nonnenmacher war sie bis Januar 2015 im Museum der Stadt Worms zu sehen.
„Nibelungenliedbrunnen in Worms“ (2003, Bronze, ca. 350 cm hoch)
Das letzte große Werk, das Gustav Nonnenmacher 2003 im Alter von 89 Jahren schuf, war der Nibelungenliedbrunnen. Sein Thema ist das Nibelungenlied, der wichtigste Text des Hochmittelalters, dessen Kern die sich hauptsächlich in Worms abspielende Nibelungensage ist, die von der Zerschlagung des Burgunderreiches um das Jahr 436 erzählt. Der Brunnen zeigt sich als riesiges aufgeklapptes Buch, auf dessen Seiten Strophen teilweise in mittelhochdeutscher Sprache, teilweise in neuhochdeutscher Übertragung wiedergegeben sind. Man schaut in die Seiten, zwischen denen die dramatischen Schlüsselszenen der Sage in drei plastischen Figurengruppen dargestellt sind: die Überwältigung Brunhilds durch Gunther mit Hilfe Siegfrieds unter der Tarnkappe, der Streit der Königinnen um den Vortritt in den Dom und ganz oben der Höhepunkt des Geschehens, Hagens Mord an Siegfried. Der Brunnen wurde der Stadt Worms gestiftet von Friedel Schärf, dem Besitzer einer Wormser Fabrik, der sich wie Nonnenmacher der Stadt verbunden fühlte.

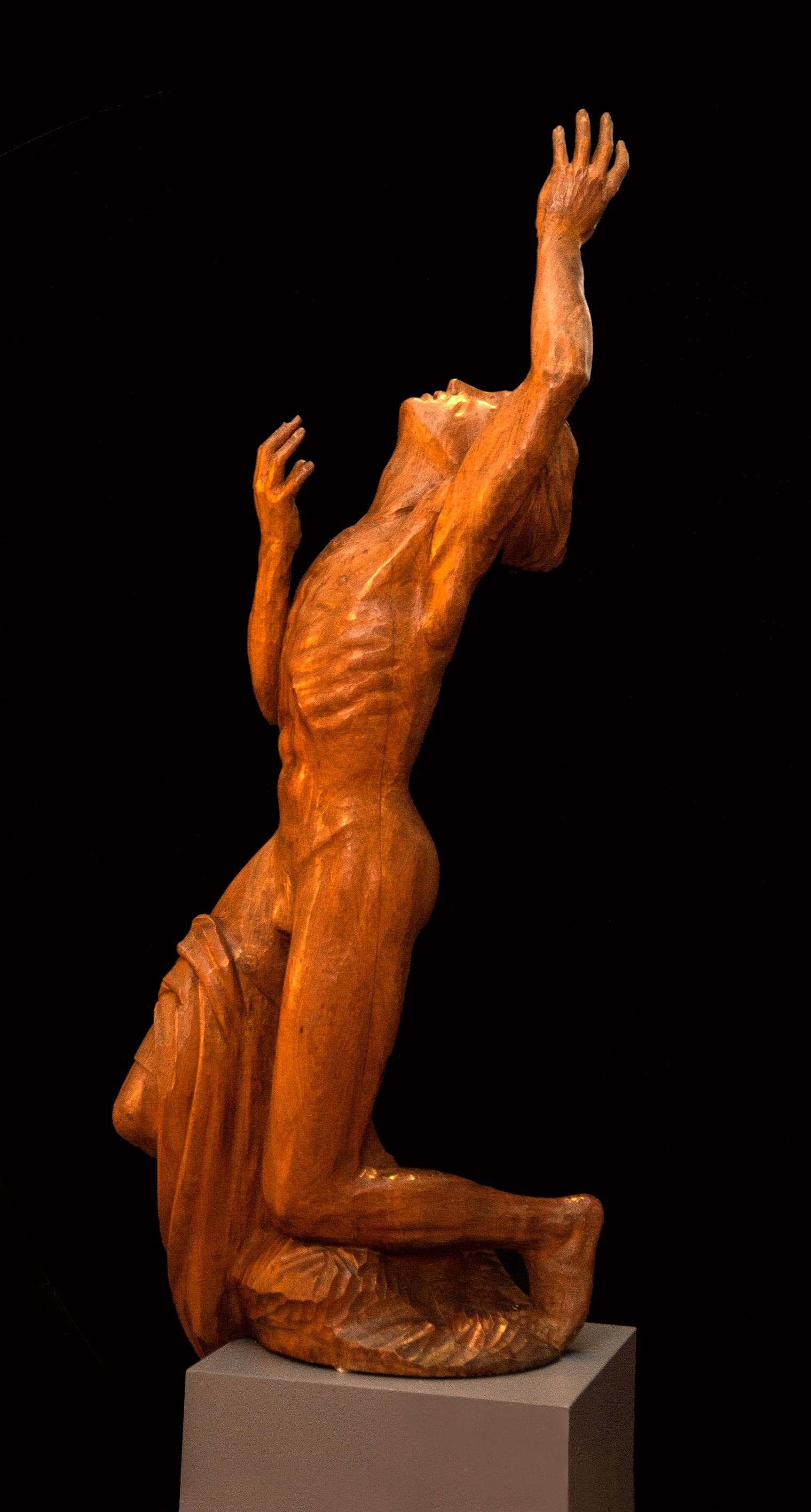
Zusammenbruch Aufbruch
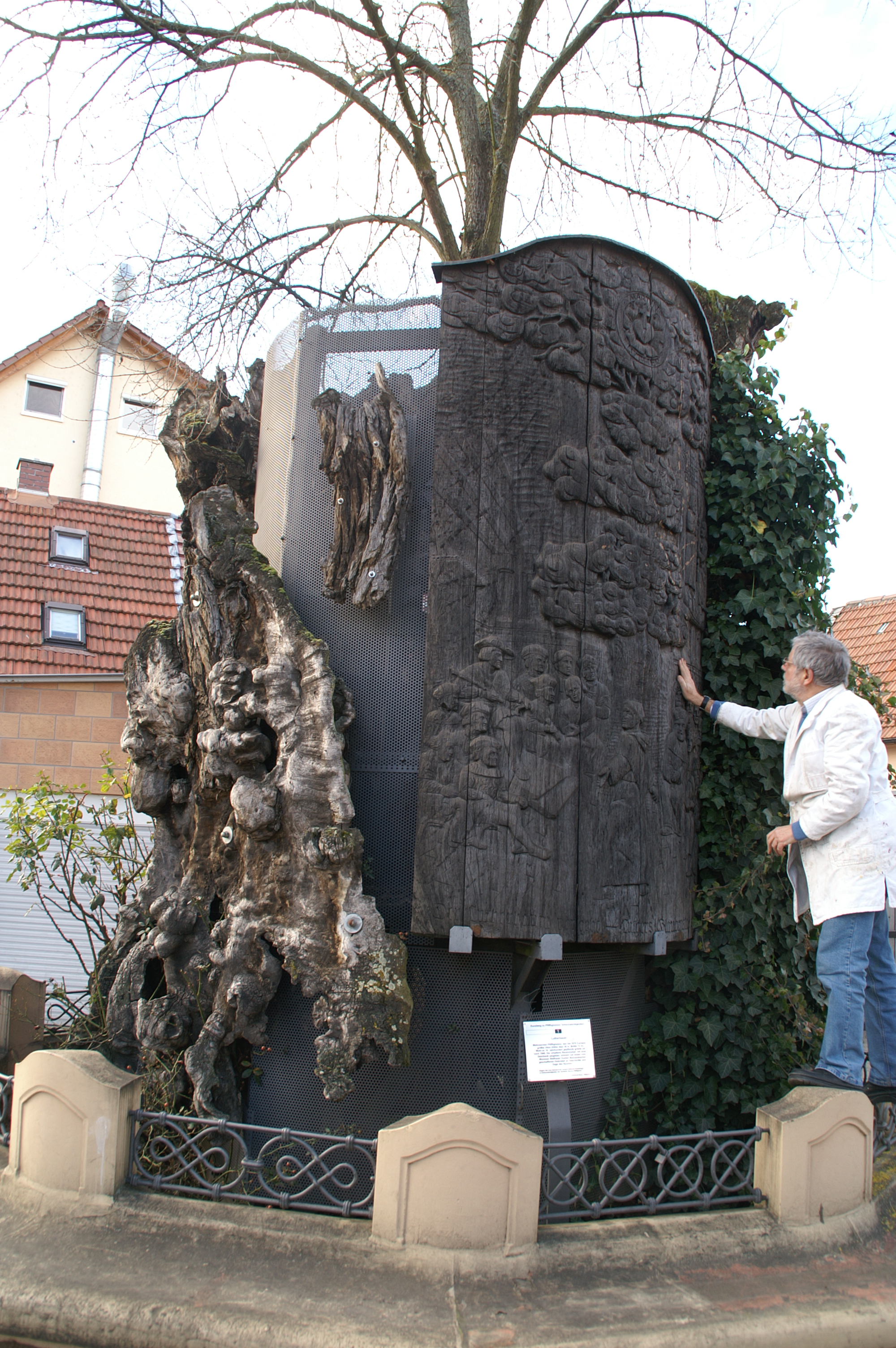
Lutherbaum
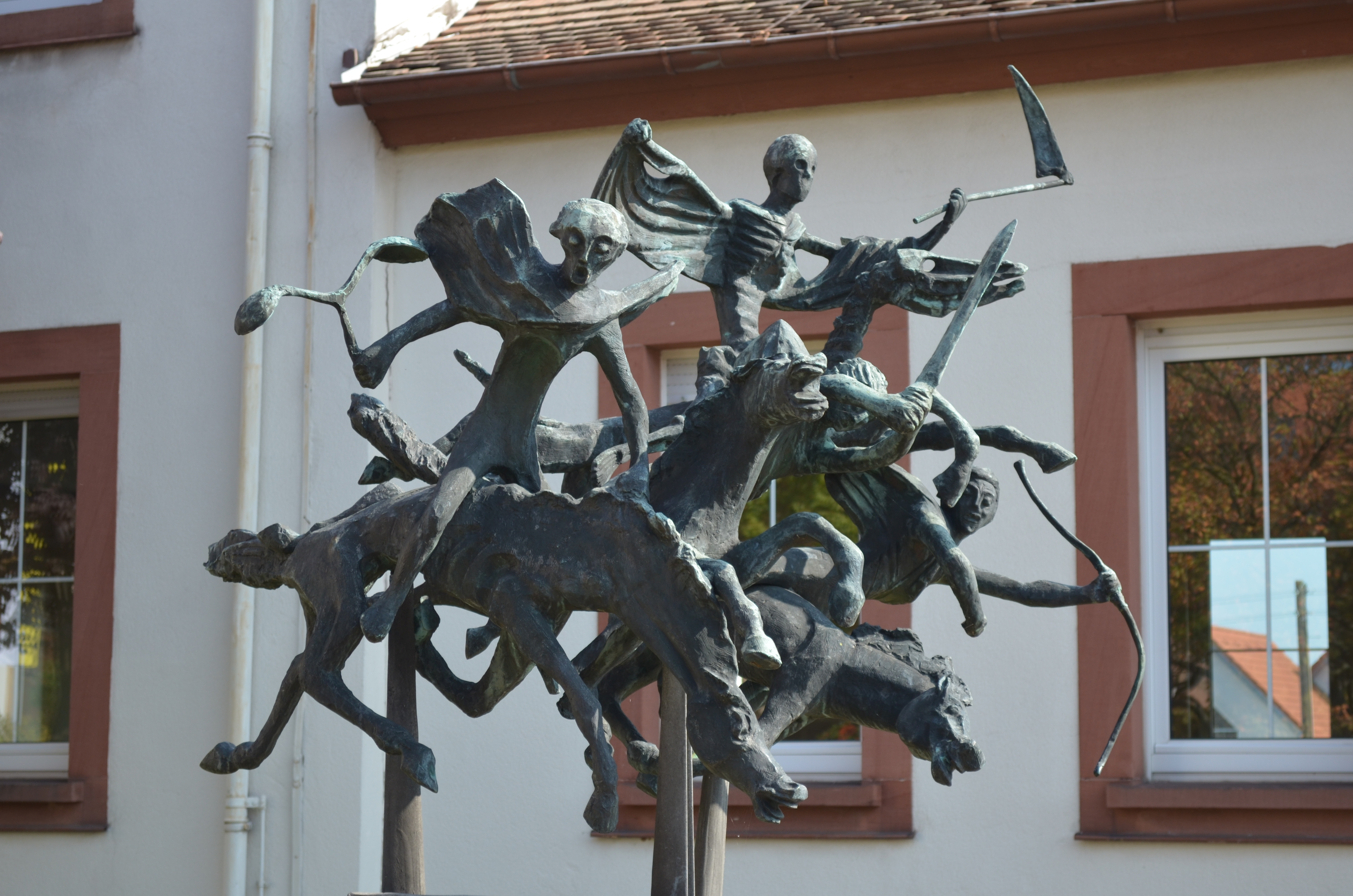
Apokalyptische Reiter (Originalmonument aus Maikammer)
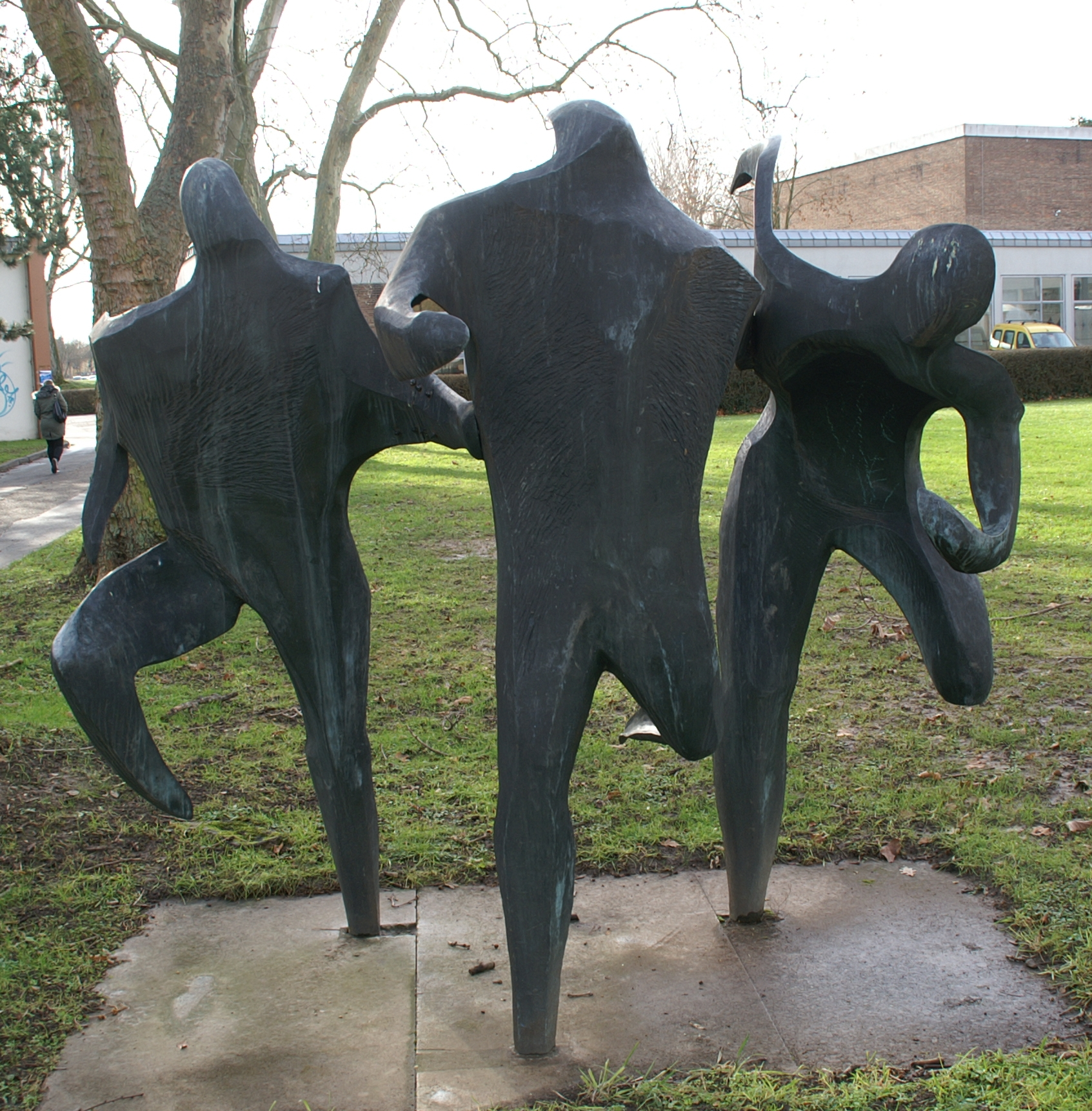
Finish
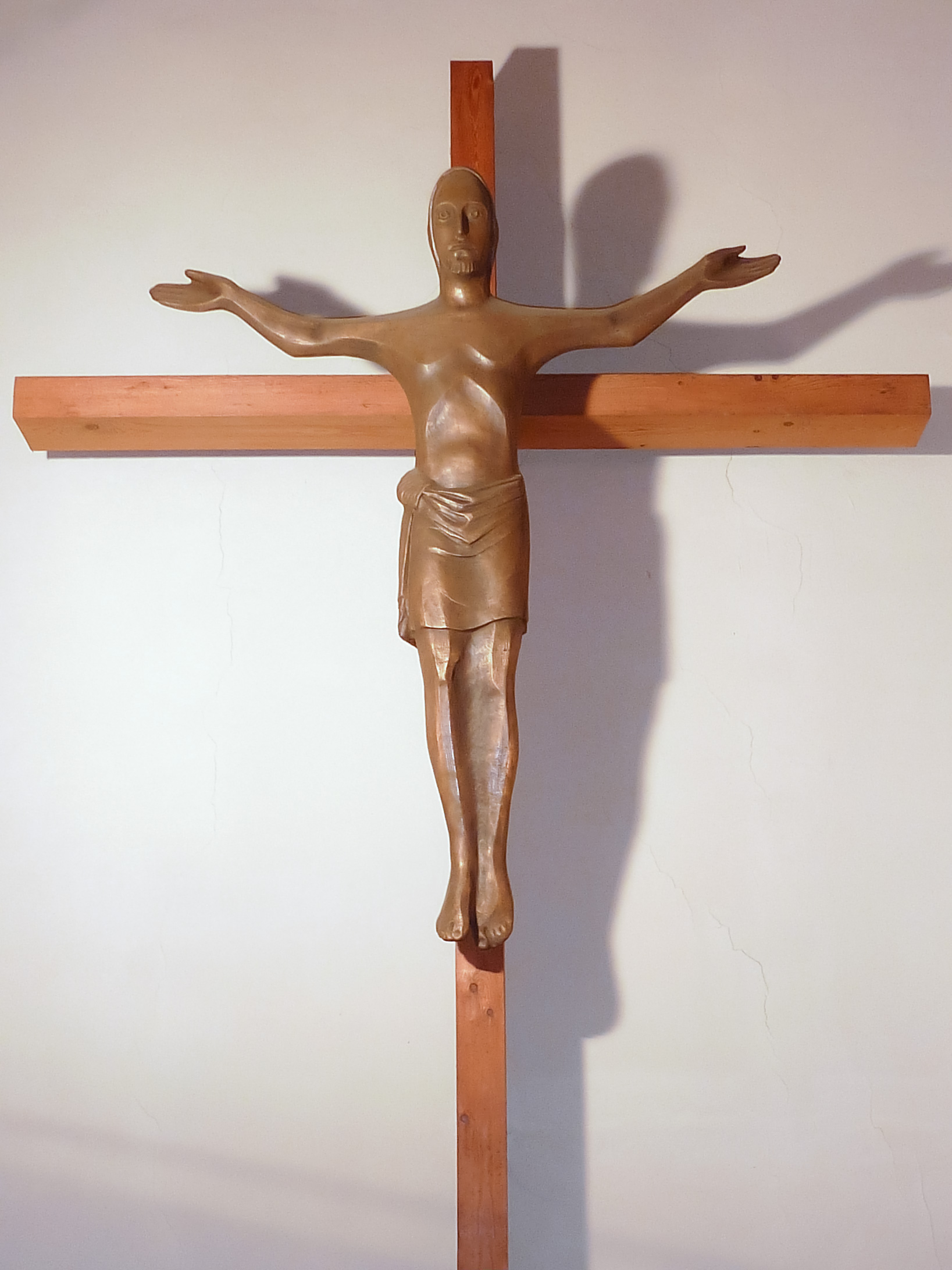
Wandkreuz
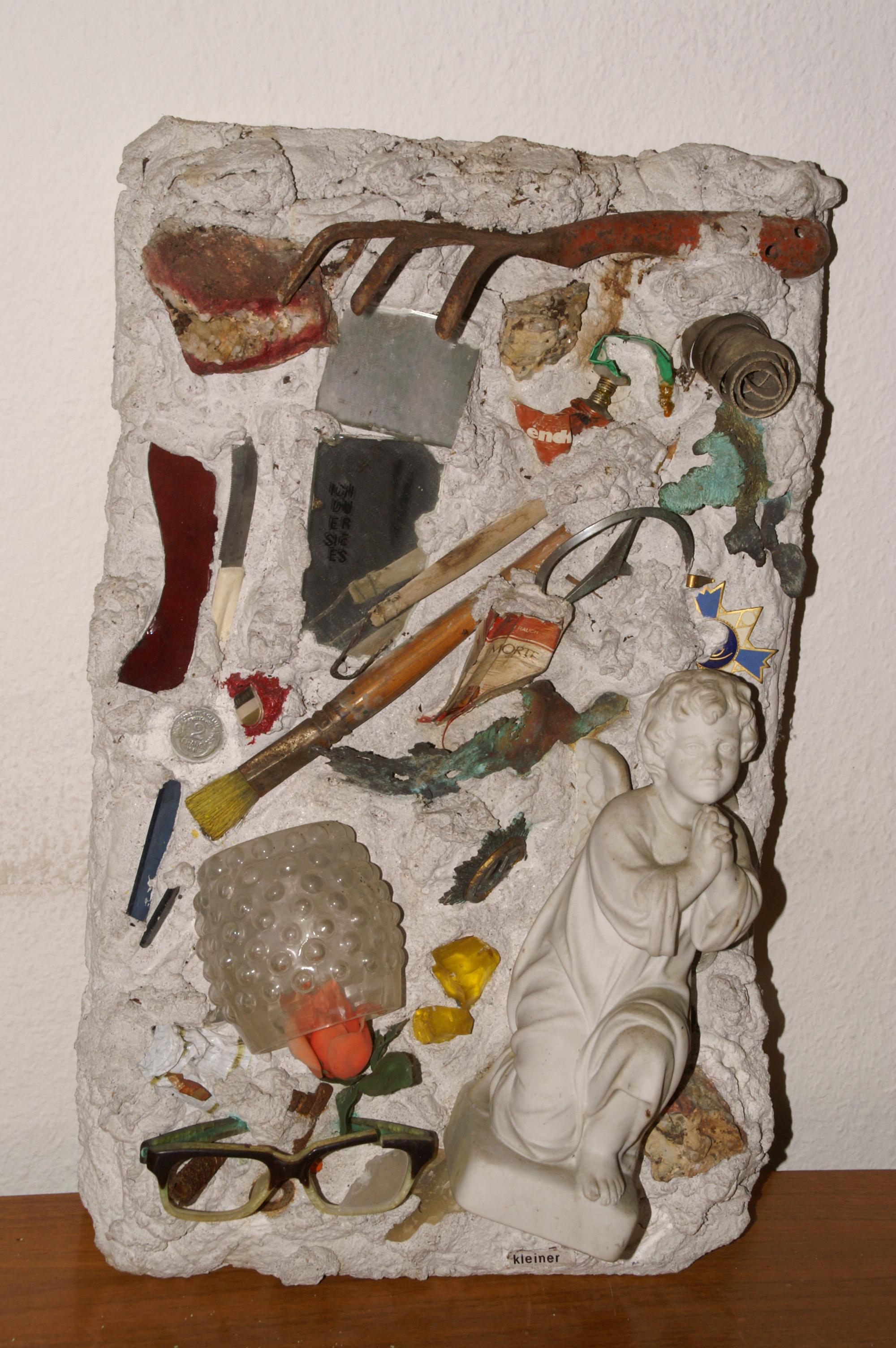
Kleiner Müll
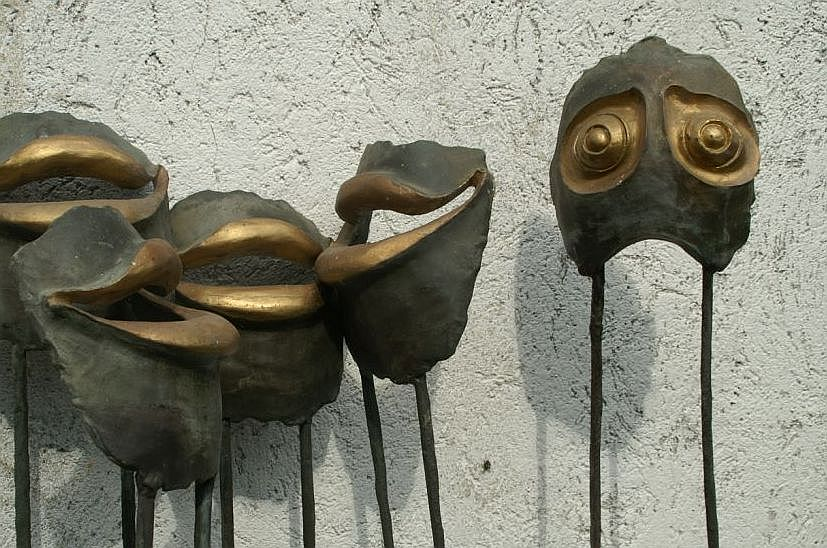
Kassandra Detail
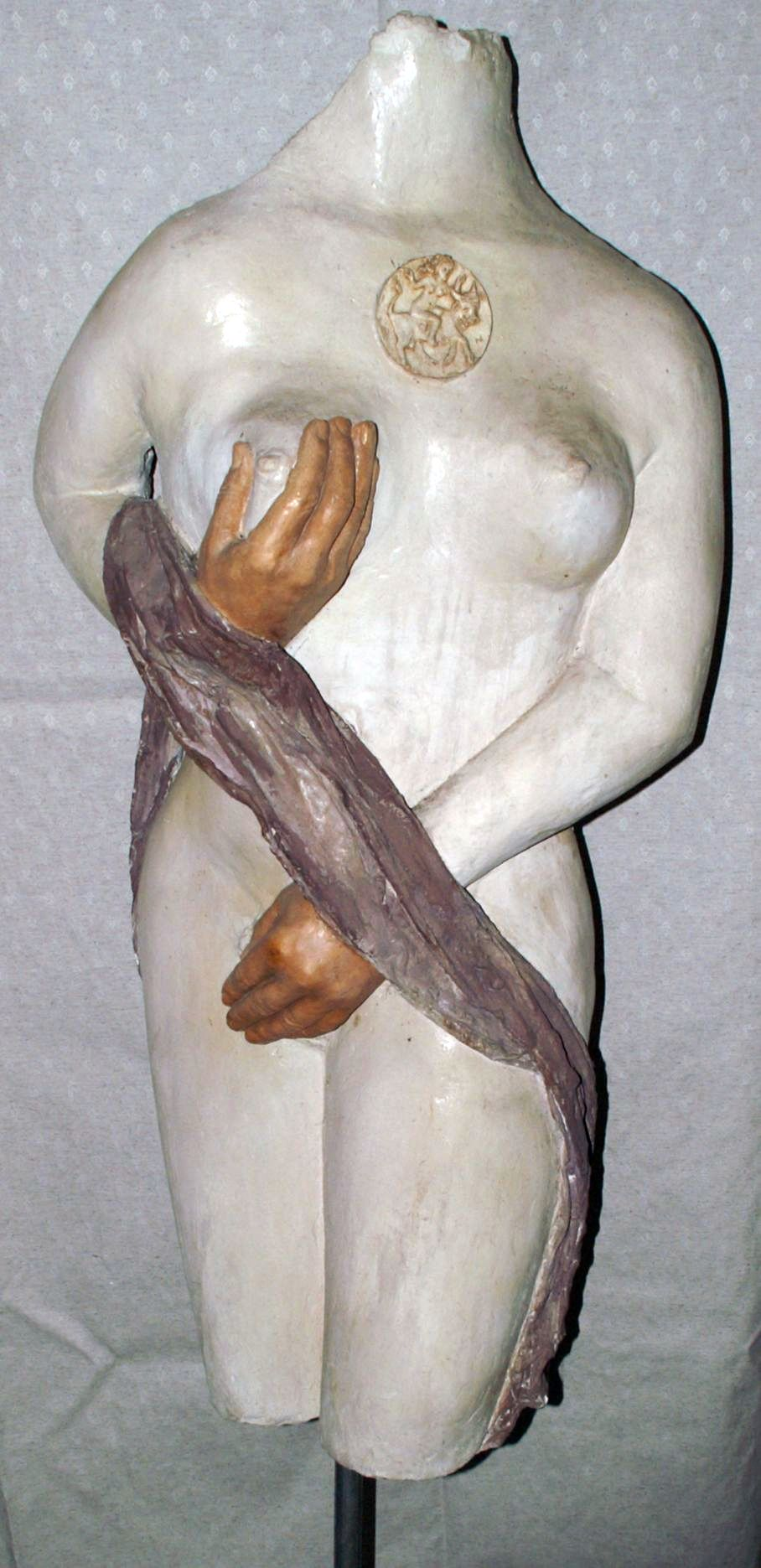
Europa
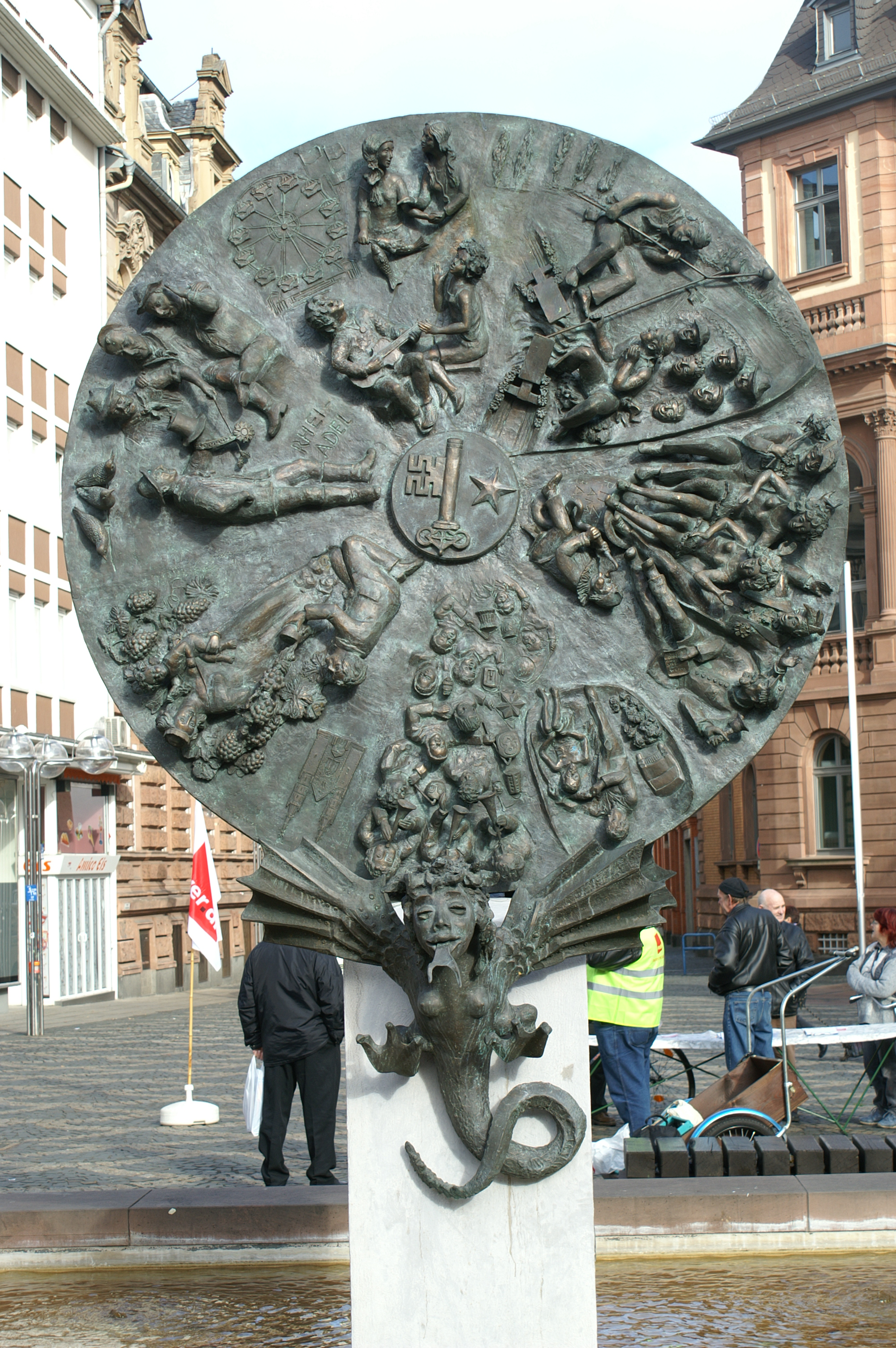
Schicksalsrad
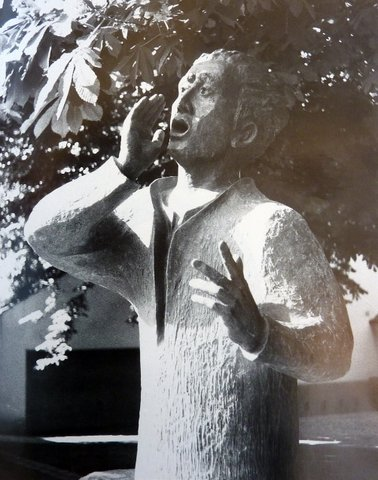
Der Rufer
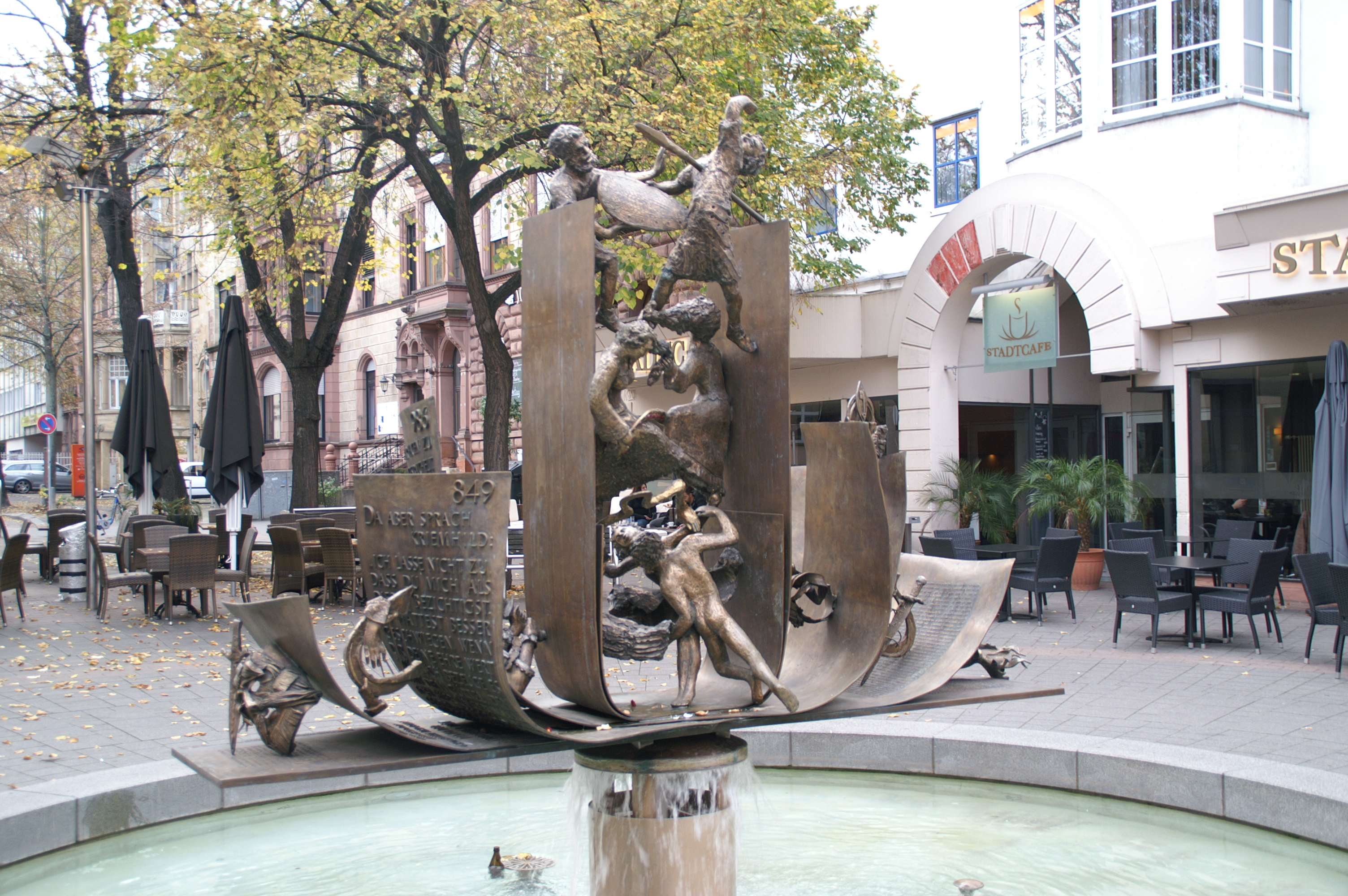
Nibelungenliedbrunnen

## Werkstoffe
Gustav Nonnenmacher arbeitete mit einer Vielfalt von Materialien, Werkstoffen und Methoden. Seine ersten Werke nach dem Zweiten Weltkrieg waren Skulpturen aus Holz, vorwiegend Linden- und Nussbaumholz, aber auch Rüster, z. B. für den „Lutherbaum“. Die ersten großen Werke im öffentlichen Raum waren Steinplastiken (Sandstein und Muschelkalk). Dann führte er Plastiken in Stucco aus, schließlich benutzte er die Methoden der Ausarbeitung seiner Motive in Keramik und in Betonguss. Vereinzelt arbeitete er auch großflächig in Glas (z. B. Bad König) oder mit vorgefundenen Materialien und in Mischformen. Ab den 70er Jahren bevorzugte er dann die Ausführung großer Reliefs, vollplastischer Figuren, Monumente und Brunnenanlagen in Bronze, oft in Kooperation mit den Kunstgießereien Eschenburg, Rincker in Sinn/Dillkreis, und Strassacker in Süßen.

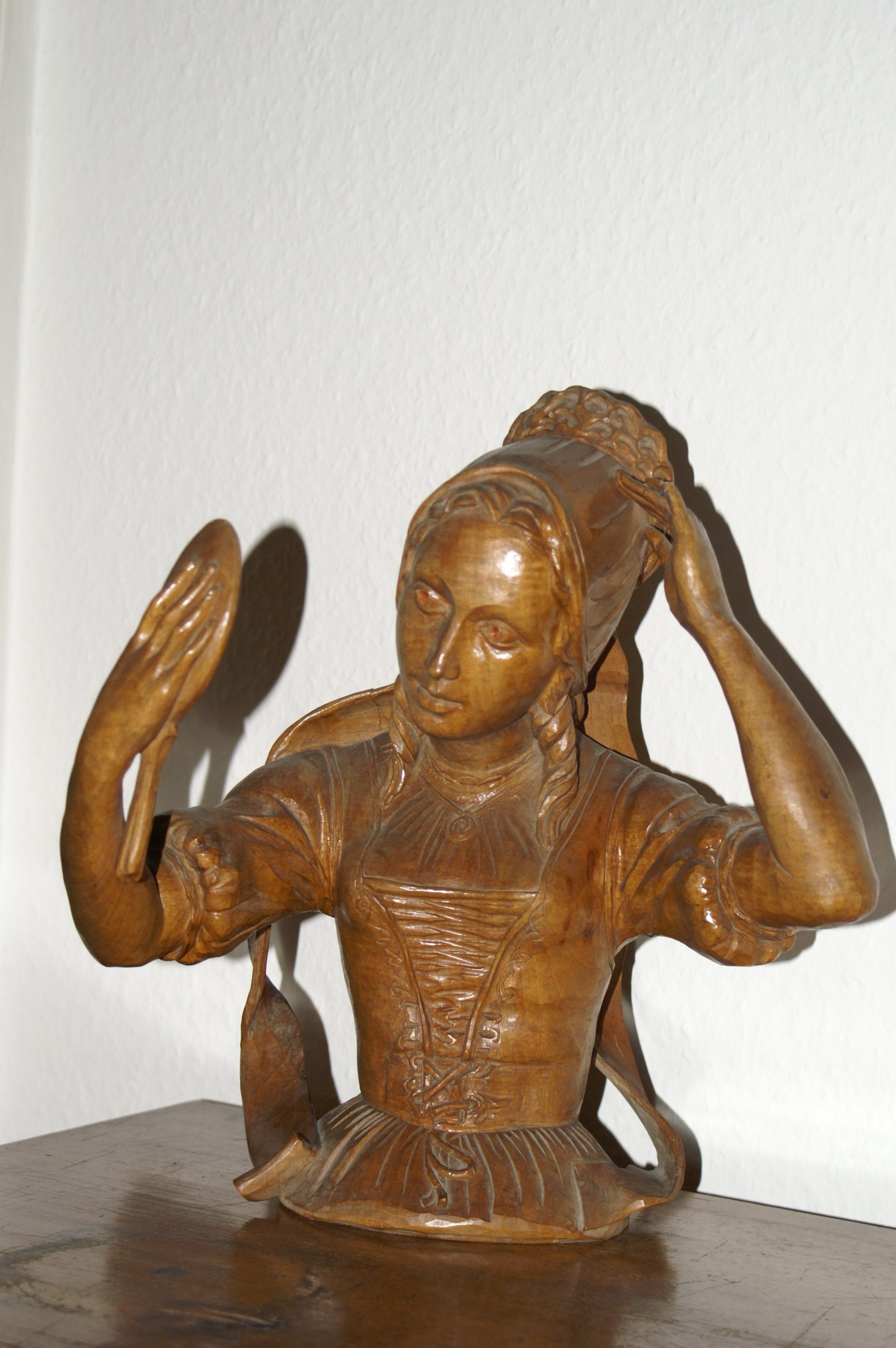
Nana; Lindenholz, ca. 30 cm hoch, 1945
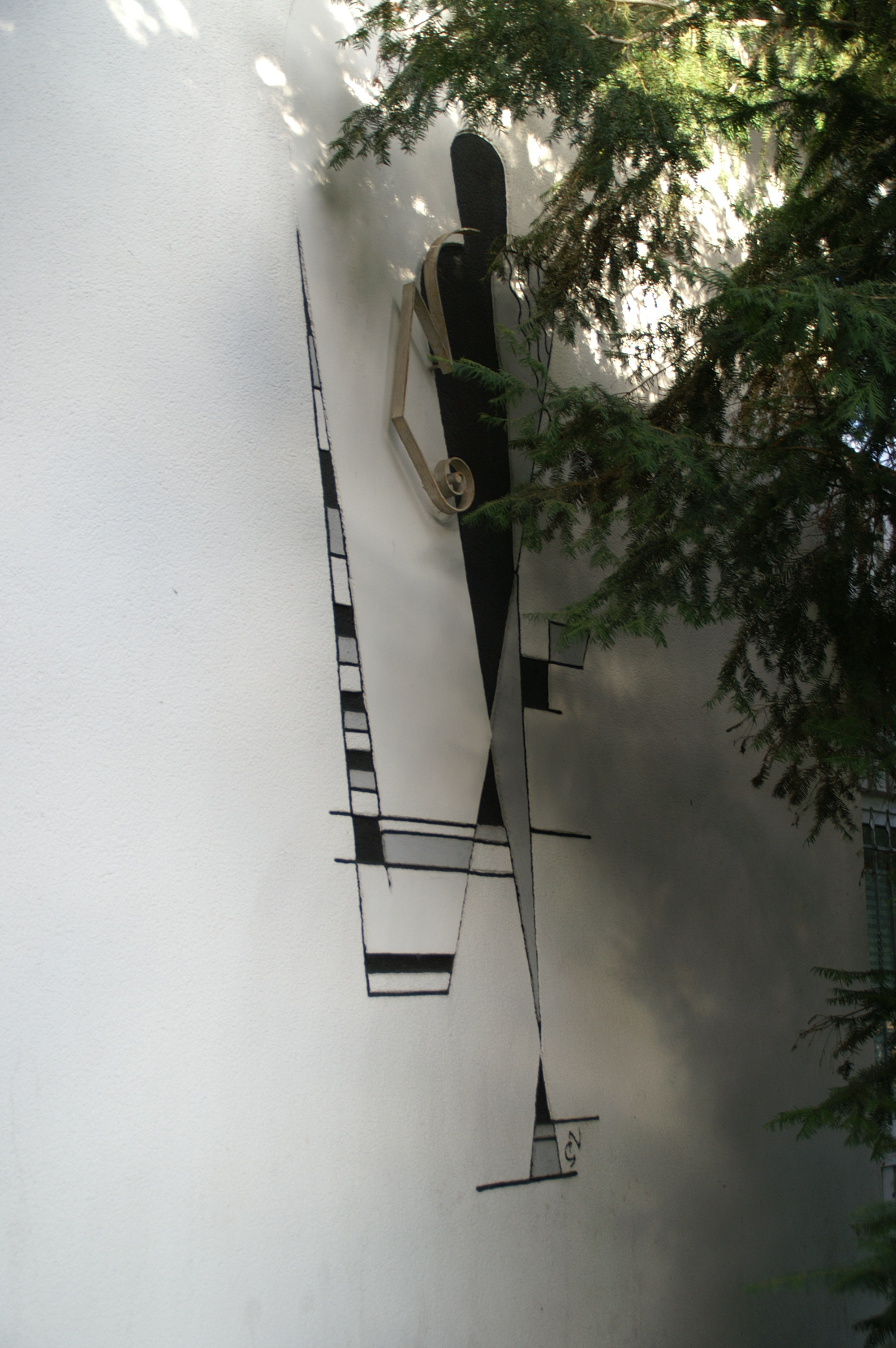
Sgraffito; Wandgestaltung an Architektenhaus, ca. 700 cm, 1952
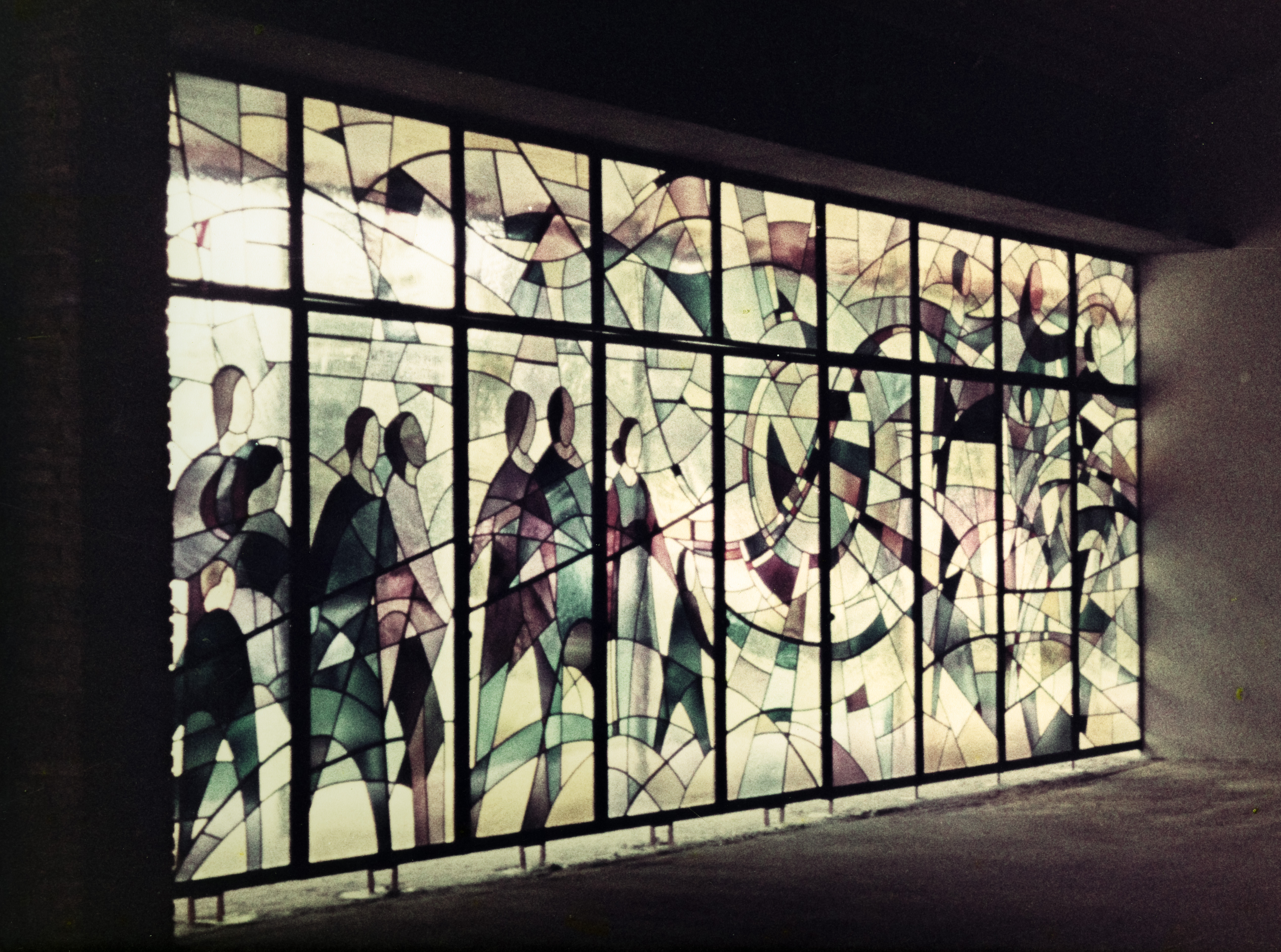
Bleiverglaste Fensterwand in der Aussegnungshalle Bad König, Glas, ca. 12 m lang, 1956
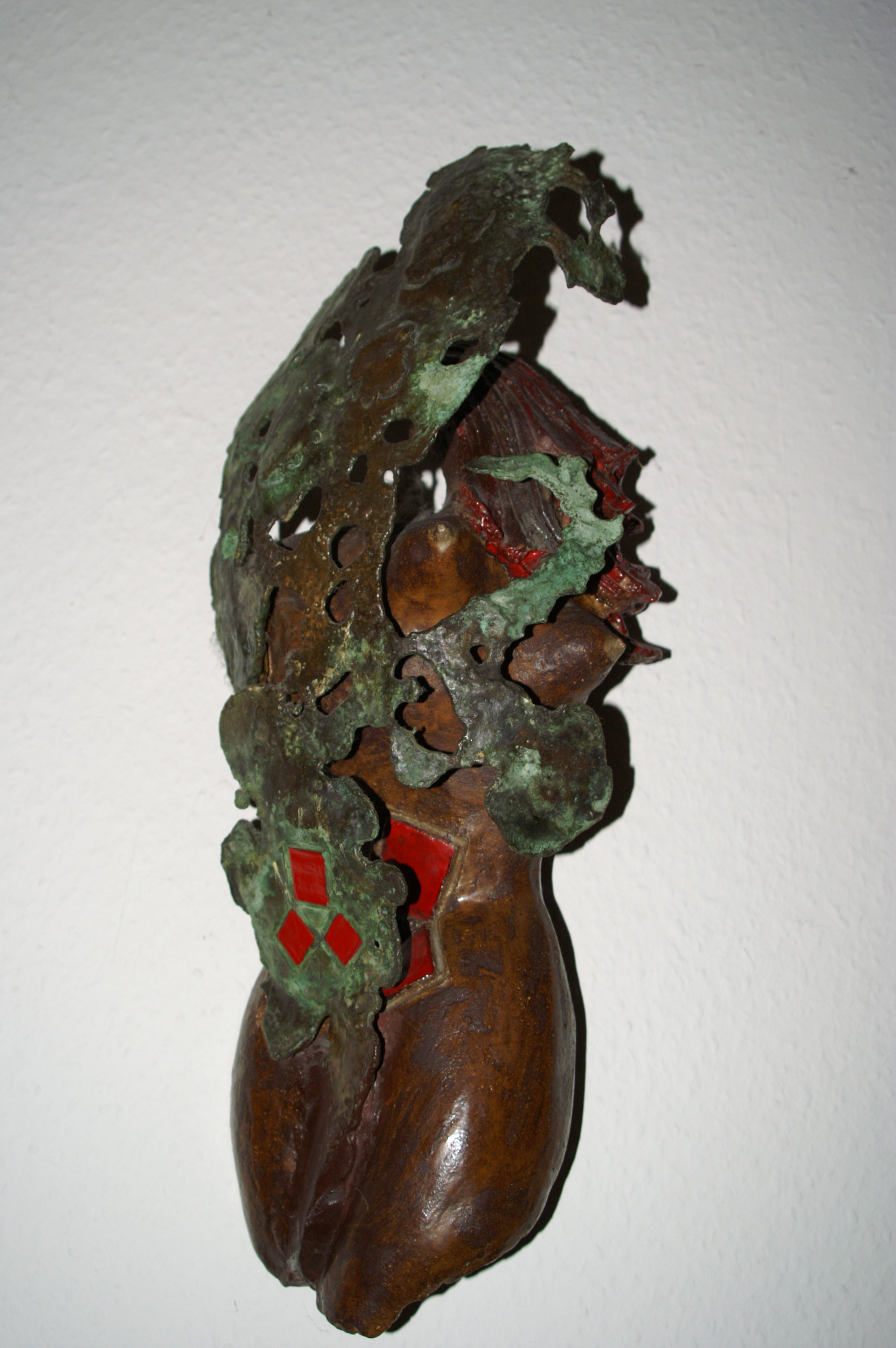
„Lehrsatz“, a² + b² = c², glasierte Handkeramik mit Bronzeguss-Überlauf, ca. 50 cm, 1964
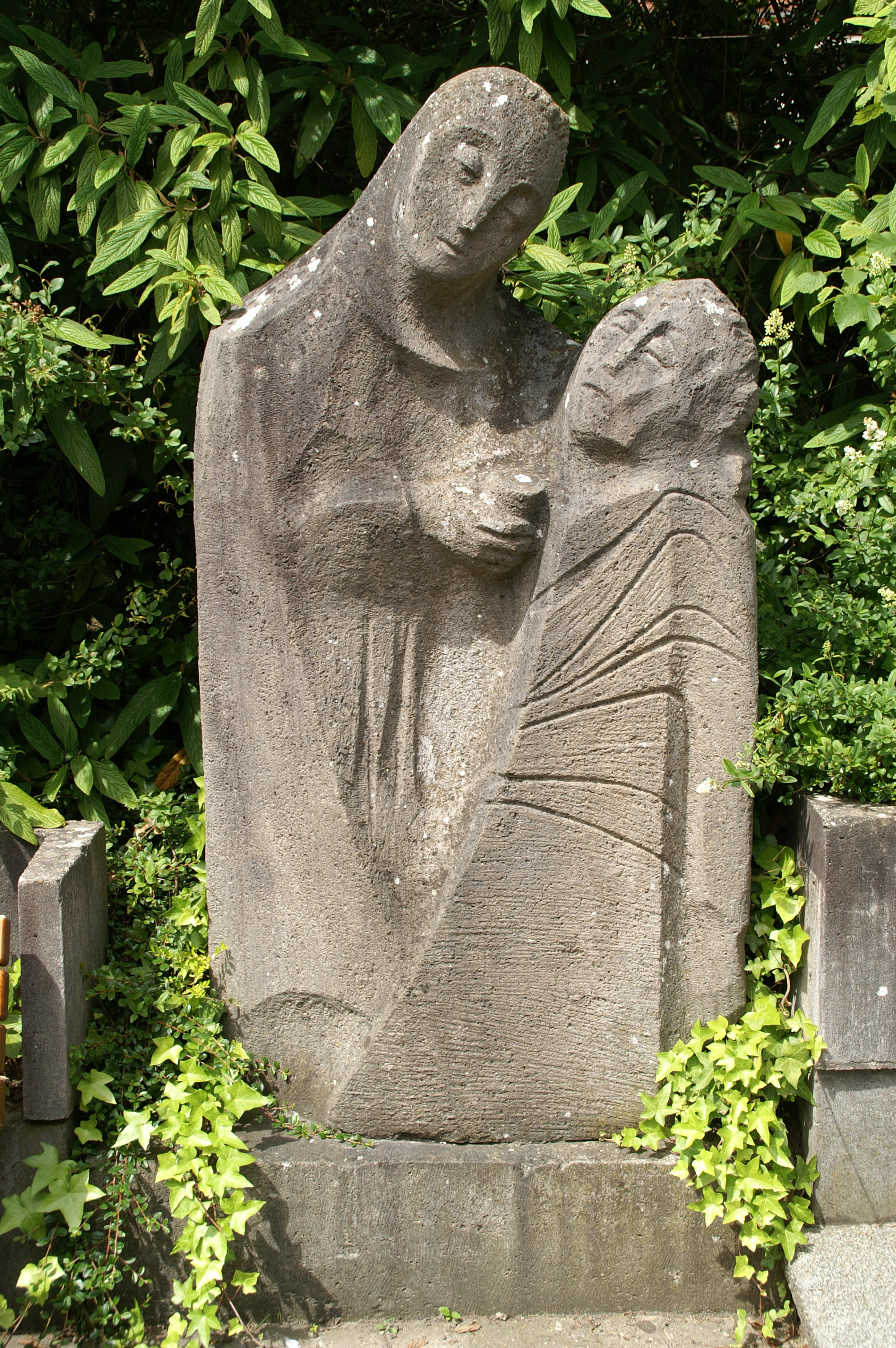
„Samariter“ am Krankenhaus Sinsheim, Muschelkalk, überlebensgroß, 1965
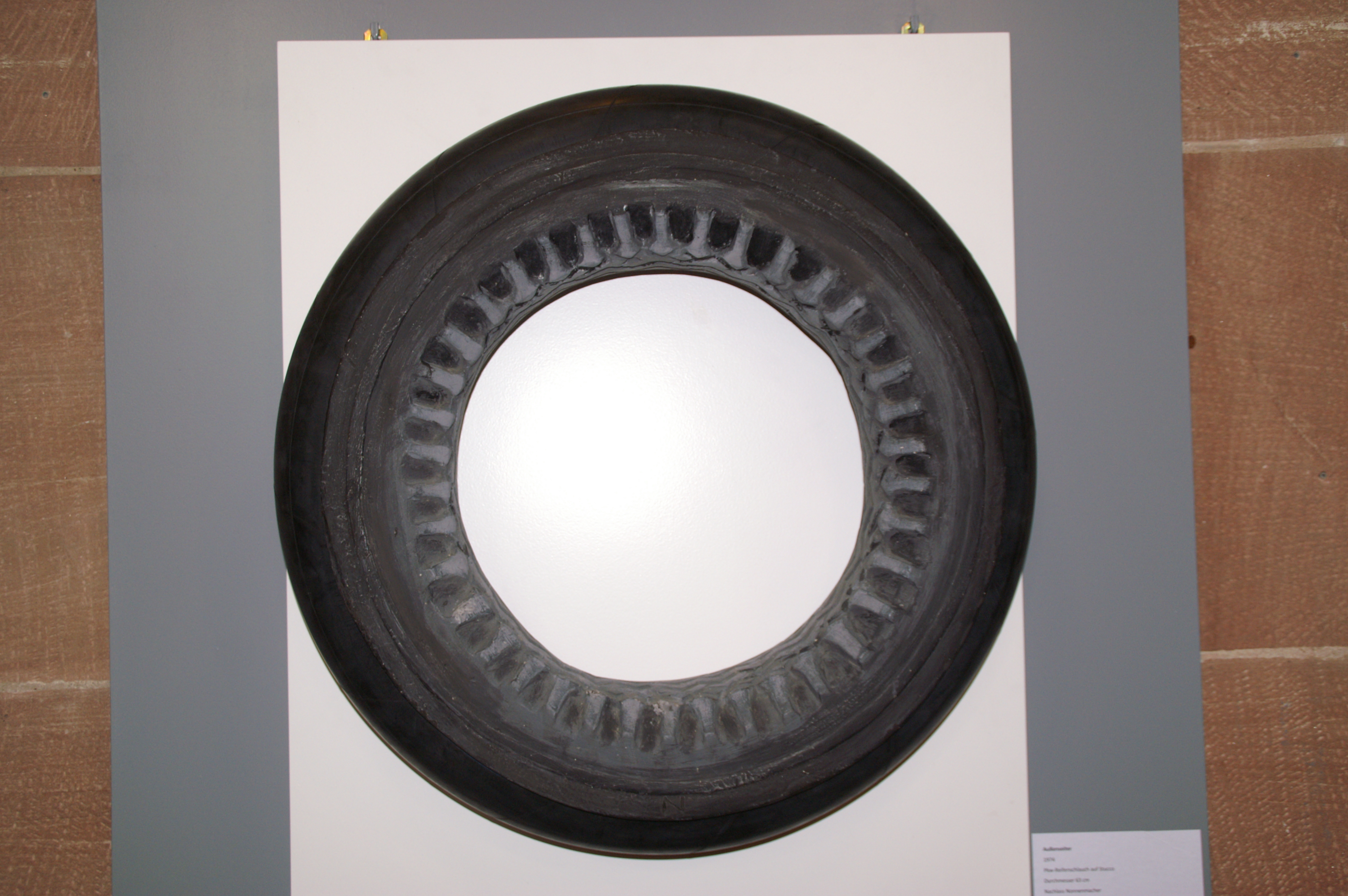
„Außenseiter“, PKW-Reifenschlauch auf Stucco, 1974
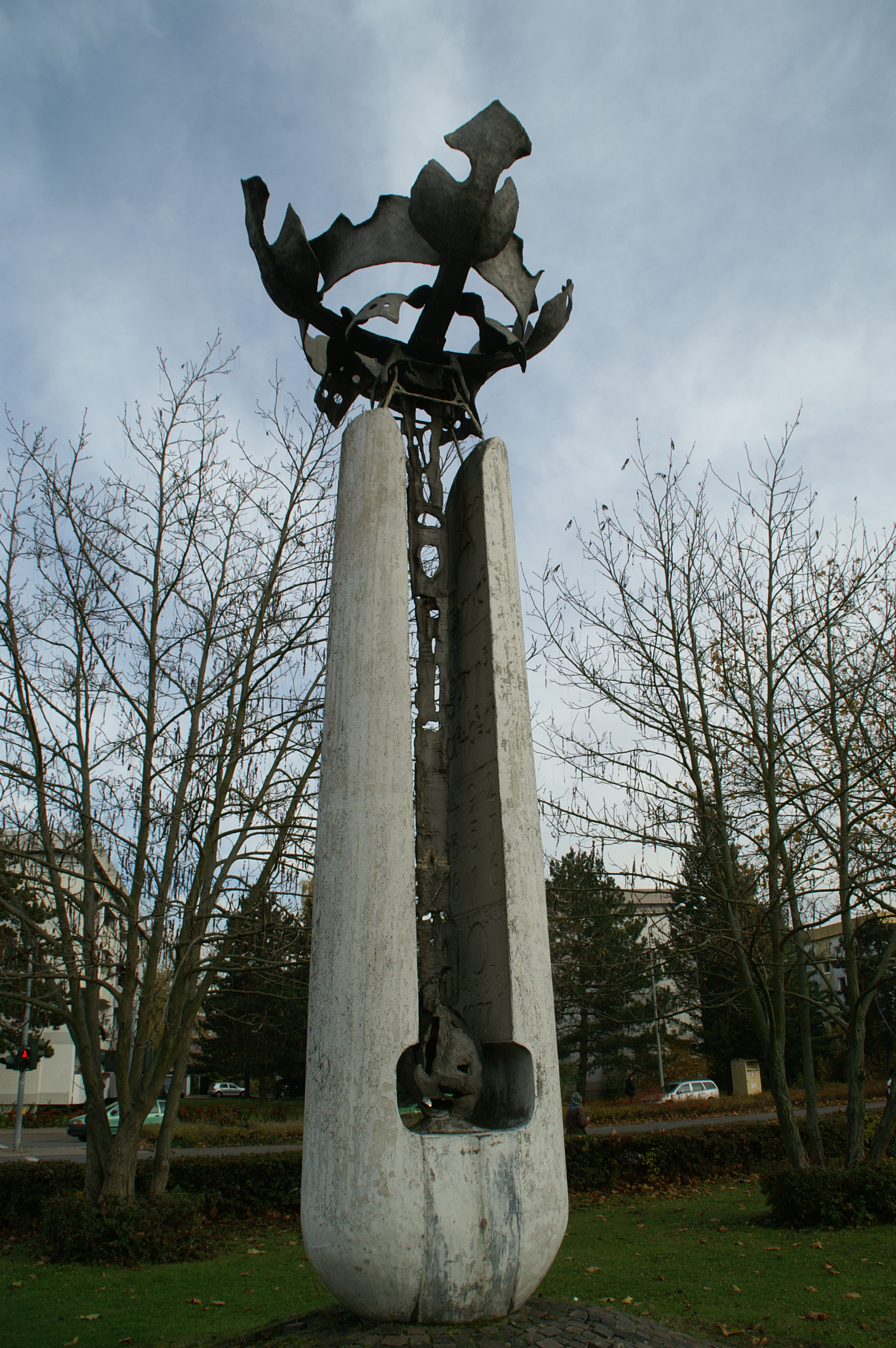
„Bildungssäule“ am Zugang zum Bildungszentrum Worms, Beton mit Alu-Kunstguss, ca. 9 m hoch, 1977
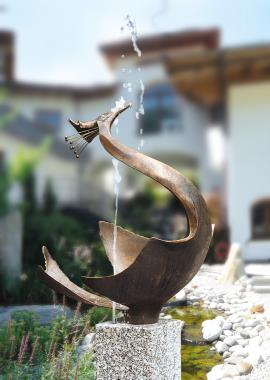
„Reiher“, Brunnenplastik, Bronze, ca. 160 cm, 1986

## Auszeichnungen
Gustav Nonnenmacher erhielt folgende Auszeichnungen.
- Bundesverdienstkreuz am Bande (1989)
- Verdienstmedaille der Stadt Worms (1992)
- Verleihung der Ehrenbürgerschaft des Stadtteiles Worms-Hochheim (2002)
- Benennung des „Gustav-Nonnenmacher-Platzes“ in Worms (2014)